# عقوبة الإعدام في النمسا
أُلغيت عقوبة الإعدام في النمسا سنة 1787، غير أنها أعيدت ثانية في سنة 1795.
كانت وسيلة الإعدام المستخدمة في النمسا هي الشنق، ثم تغيرت إلى المقصلة أثناء حكم الرايخ الثالث للأراضي النمساوية (1938 ـ 1945). وبعد نهاية الحرب العالمية الثانية، أعاد البريطانيون طريقة الشنق، وكان آخر شخص تُنفذ فيه عقوبة الإعدام في النمسا هو يوهان ترنكا، الذي شُنق في 24 مارس 1950، بعد إدانته بارتكاب جريمة القتل. وفي 30 يونيو من نفس العام، أُلغت النمسا عقوبة الإعدام للمدانين في جرائم القتل، ثم ألغتها نهائيًا لجميع الجرائم في فبراير 1968.
كانت النمسا من الدول الموقعة على البروتوكول الاختياري الثاني للعهد الدولي الخاص بالحقوق المدنية والسياسية (صدقت عليه سنة 1993)، والبروتوكول رقم 6 للاتفاقية الأوروبية لحقوق الإنسان (1984) والبروتوكول رقم 13 للاتفاقية الأوروبية لحقوق الإنسان (2004).